# Gliese 338
Gliese 338 is een tweevoudige ster met een magnitude van +9,4  en een spectraalklasse van K7V en M0V. De ster bevindt zich 20,66 lichtjaar van de zon.